# Граматико-перекладний метод
Граматико-перекладний метод — це метод викладання іноземних мов, запозичений з класичного (традиційного) методу викладання грецької та латинської мов. На уроках граматики та перекладу учні вивчають правила граматики, а потім застосовують ці правила, перекладаючи речення з цільової мови рідною. Учням які досконало опанували це завдання, можуть давати цілі тексти на дослівний переклад. Мета цього методу полягає в тому, щоби забезпечити учнів усіма можливими знаннями для читання та перекладу літератур, написаної цільовою мовою, а також сприяти загальному інтелектуальному розвитку учнів. Він походить з практики викладання латинської мови; на початку XVI століття, студенти вивчали латинську мову для спілкування, хоча після того, як вона стала мертвою мовою, її вивчали виключно як академічну дисципліну. Коли в XIX столітті  вчителі почали навчати інших іноземних мов, вони так само використовували граматико-перекладний підхід, як це було раніше для латинської мови. Проте метод має свої недоліки, за що його досі критикують.

## Критика терміна
Загальний принцип граматико-перекладного методу критикують через нестачу перевірених джерел, що підтверджують його існування до XIX століття.

## Історія та філософія
Граматико-перекладний метод виник з практики викладання латинської мови. На початку XVI ст. латинська була розповсюдженою іноземною мовою через свою популярність в уряді, академії та підприємницькій діяльності. Втім згодом використання латинської мови скоротилося і її поступово витіснили англійська, французька та італійська мови. Після відходу латинської мови, мета її вивчення у школах змінилась. Якщо ще раніше учні вивчали латинську задля комунікації, то невдовзі її починають вивчати лише як навчальну дисципліну.
По всій Європі впродовж XVIII та XIX століть система освіти в першу чергу була заснована на концепті факультетської психології. Ця теорія стверджувала, що наші тіло та розум відокремлені, і що мозок складається з трьох частин: воля, емоція та інтелект. Вважалося, що вивчення грецької та римської класичних літератур і математики може так загострити інтелект, що людина зможе контролювати свою волю та емоції. До того ж доросла людина з такою освітою вважалася морально готовою до світу та труднощів у ньому.
Спершу вірили в те, що навчати сучасних мов не мало користі для розвитку психічної дисципліни, а тому вони не були додані до навчальної програми. Коли сучасні мови почали з'являтись в шкільних навчальних програмах в XIX столітті, вчителі навчали їх за допомогою цього граматико-перекладного методу, як це було з класичною латиною та давньогрецькою у XVIII ст. Тому підручники для вивчення сучасних мов було скопійовано. У США основи цього методу використовувались в більшості старших шкіл та класів іноземної мови у коледжах.

## Принципи та поставлені завдання
Граматико-перекладний метод має дві основні цілі. Одна з них це розвити в учнів здібність читати на такому рівні, щоб розуміти літературу цільовою мовою. Інша мета полягає в розвитку у студента загальної психічної дисципліни.
Ті, хто володіють іноземною мовою, мають бажання відзначити щось цікаве для себе в літературі цієї мови. Таким чином цей метод фокусується на читанні та письмі. Він розробив техніки, які так чи інакше полегшують лише вдосконалення навичок читати та писати. Як наслідок, говорінням та слуханням нехтують.

## Методика
Граматико-перекладні уроки зазвичай проводяться рідною мовою учнів. Граматичні правила вивчаються за допомогою дедукції; учні завчають граматичні правила напам'ять, і потім практикують застосування цих правил за допомогою граматичних вправ та перекладу речень з цільової мови рідною та навпаки. Увага більше звертається на граматичну форму перекладених речень, ніж на їх зміст. Коли студенти вже мають достатньо глибокі знання, вони можуть перекладати цілі тексти з цільової мови. Тести часто передбачають переклад класичних текстів.
Слухання чи практики усного мовлення переважно немає, і дуже мало уваги звертається на вимову чи будь-які інші комунікативні аспекти мови. Здобувається лише вміння читати, й при цьому лише в рамках перекладу.

## Матеріали
Основними навчальними матеріалами для граматико-перекладного методу є підручники, що в XIX ст. мали спробу систематизувати граматику цільової мови в окремі правила, які студенти мали вивчити та запам'ятати. Один розділ у типовому граматико-перекладному підручнику мав починатись з двомовного списку незнайомих слів і потім граматичних правил для вивчення та речень на переклад. Ось деякі з речень, які часто зустрічались в підручниках датованих XIX століттям: 
The philosopher pulled the lower jaw of the hen.
My sons have bought the mirrors of the Duke.
The cat of my aunt is more treacherous than the dog of your uncle.

## Сприйняття учнями
Граматико-перекладний метод за своїм визначенням має обмежену сферу застосування. Через те, що говоріння та будь-яка непідготовлена заздалегідь, спрямована на креативність діяльність  була усунена з навчального плану, студенти почасти не складали екзамен з говоріння чи навіть написання письма цільовою мовою. Цікавою щодо ефективності методу та вартою уваги є цитата учня Плетца, який був головним прихильником цього методу у XIX столітті, Бальзена. Коментуючи свій досвід написання листа та усного мовлення, він зазначив, що був приголомшений цим «справжнім лісом абзаців та непрохідною гущавиною граматичних правил».
За словами Джека Річардсона та Теодора Роджерса, граматико-перекладний метод не визнається сучасними науковцями як легітимний метод навчання мови: «Хоч це і правда, що граматико-перекладний метод досі широко використовується, та він немає прихильників. У цього метода немає теорії. Немає жодної літератури, яка б пропонувала його обґрунтування та виправдані мотиви використання, або ж яка б намагалася пов'язати його з проблемами лінгвістики, психології чи педагогічної теорії».

## Вплив
Граматико-перекладний метод був стандартним способом вивчення іноземних мов у школах з XVII по XIX ст. Попри спроби реформування Роджера Ашема, Мішеля де Монтеня, Яна Амоса Коменського та Джона Лока, ніякі інші методи не змогли набути значної прихильності.
Згодом такі теоретики, як Вільгельм Вієтор, Поль Пассі, Максиміліан Берліц та Отто Єсперсен, почали говорити про потребу в новому методі викладання мови, проливаючи світло на недоліки граматико-перекладного методу. Вони виступали за навчання мови, а не про мову, і навчання цільовою мовою, при цьому зважаючи на усне мовлення так само як на письмові навички. Граматико-перекладний метод не давав учням активно взаємодіяти у класі, вони часто змушені були виправляти самі себе і виключно слідувати за підручником.
Всупереч всім цим недопрацюванням граматико-перекладний метод є досі одним з найпопулярніших у світі у викладанні мов. І це ні скільки не дивує, адже більша частина підручників з вивчення мов та тестів складені за граматико-перекладним методом.